# Bisbat de Lieja
El bisbat de Lieja és un bisbat catòlic. El territori de la diòcesi va canviar sovint en el curs de la seva història més que mil·lenària; és molt més vell que l'estat de Bèlgica on està des de 1830.

## Territori
La diòcesi comprèn la província de Lieja.
La seu arxiepiscopal és la ciutat de Lieja, on es troba la catedral de Sant Pau. A Malmedy hi ha l'ex-catedral dedicada als Sants Pere, Pau i Quirí.
El territori s'estén sobre 3.862km² i està dividit en 525 parròquies. Les parròquies estan agrupades en 17 vicariats, units en diverses unitats pastorals: Lieja-riva esquerra, Lieja-riva dreta, Mosa inferior, Fléron, Mosa superior, Ans, Verviers, Plateau de Herve, Malmedy, Spa, Stavelot, Ourthe-Amblève-Condroz, Huy, Hesbaye, Büllingen, Eupen-La Calamine i Saint-Vith.
La majoria de la població (valons) són francòfons; la minoria pertany a la comunitat germanòfoba de Bèlgica.

## Història

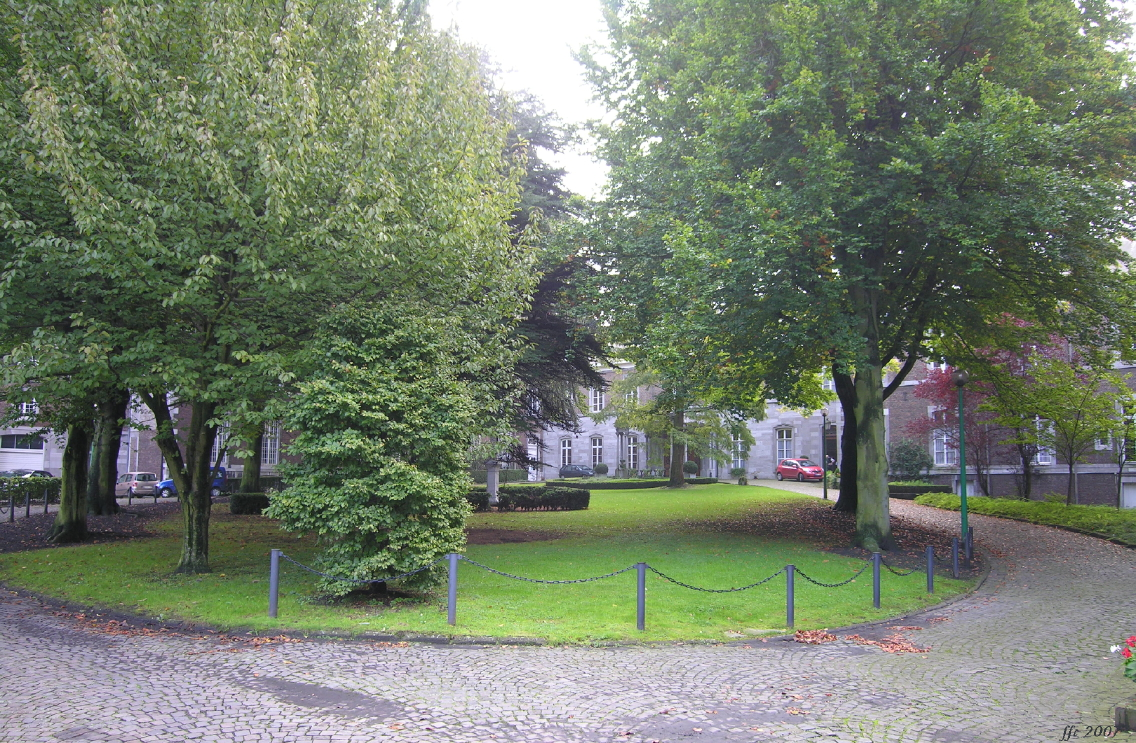
Pati del palau bisbal

Fou creat al segle viii quan el bisbe Hubert va transferir la seu de Tongeren-Maastricht a Lieja. L'any 980, l'emperador germànic Otó II va atorgar poders seculars al bisbe que de llavors ençà serà príncep-bisbe. L'any 1795, el govern revolucionari francès va abolir ambdós, el principat i el bisbat, que van quedar ser absorbits per la Primera República Francesa.

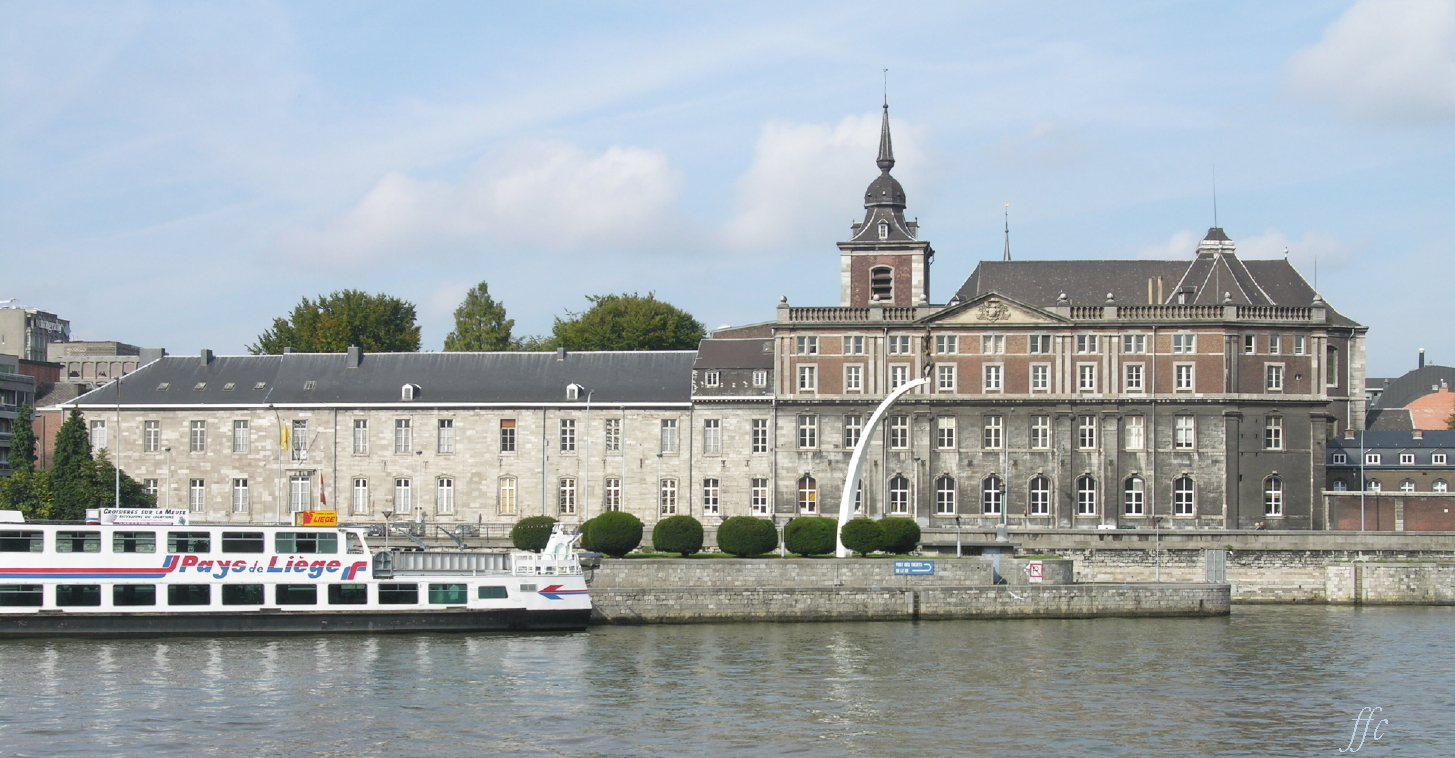
Palau bisbal de Lieja

El concordat del 15 juliol de 1801 entre Napoleó i Pius VII va restaurar el bisbat amb els departaments de l'Ourte i del Mosa inferior com territori (el que correspon a la província de Lieja i ambdues províncies Limburg belga i neerlandès). Després de la fixació definitiva de les fronteres belgo-neerlandeses el 1839 l'església catòlica adaptà el territori a les províncies belgues de Lieja i de Limburg. Després de la primera guerra mundial, durant un període breu, el bisbat va formar una unió personal amb el bisbat d'Eupen-Malmedy.
Després la fixació definitiva de la frontera lingüística belga 1963, el 1967 la jerarquia escindí el bisbat en dues parts: el bisbat de Lieja i el bisbat de Hasselt.
Després de la revolució francesa, el bisbe de Lieja va perdre el seu poder secular, la catedral de Sant Lambert va ser derrocada i el palau dels prínceps-bisbes de la plaça Saint-Lambert va esdevenir la seu del departament de l'Ourte. El palau bisbal actual és un antic convent. El 1802, en conseqüència del concordat, la col·legiata de Sant Pau va ser promoguda catedral.

## Llista de bisbes de la diòcesi

### Bisbes de Tongeren-Maastricht (seu a Tongeren)
El bisbat va crear-se al segle iv. El primer bisbe documentat va ser Domicià d'Huy. Els bisbes anteriors, Matern de Colònia (un deixeble presumpte de sant Pere), sant Navite, sant Marcel, sant Metròpoli, sant Severí, sant Florent, sant Martí, Maximí, sant Valentí, sant Servaci, sant Agricola, Ursicí, Designat, Nesignat, Sulpici, Quirille, Euchere I, sant Falcó, Euchere II són més o menys llegendaris en una temptativa hagiogràfica de relligar la creació del bisbat als inicis del cristianisme.
- 535 - ± 549: Domicià d'Huy

### Bisbes de Tongeren-Maastricht (seu a Maastricht)
Certs bisbes són poc documentats. Tret del nom i una aproximació de les dates del seu episcopat no se sap molt més.
- 549 - 588: Monulf
- 589 - 614: Gundulf de Tongeren
- 614 - 627: Sant Ebregise
- 627 - 647: Sant Joan I l'Agnell
- 647 - 650: Amand
- 652 - 662: Remacle
- 662 - 669: Teodard de Maastricht
- 669 - 705: Lambert de Lieja

### Bisbes de Tongeren-Maastricht-Lieja (seu a Lieja)
- 705 a abans- 727: Hubert de Lieja[5]
- 727 - 736 o 738: Floribert de Lieja
- 736 o 738 - 769: Fulcari
- 769 - 787: Agilfrid
- 787 - 810: Gerbald de Lieja
- 810 - 831: Valcand
- 831 - 838 o 840: Pirard o Erard
- 838 o 840 - 856: Hartgar
- 856 - 901: Francó de Tongeren
- 901 - 920: Esteve de Tongeren
- 920 - 921: Hilduí de Milà (excomunicat), més tard bisbe de Verona i arquebisbe de Milà
- 921 - 945: Richer de Lieja
- 945 - 947: Hug I de Lieja
- 947 - 953: Farabert
- 953 - 955: Rateri de Verona
- 955 - 959: Balderic I
- 959 - 971: Èracli

### Prínceps-Bisbes de Lieja
Des de 980 fins al 1794 els bisbes de Lieja van ser també prínceps del Sacre Imperi Romanogermànic.
- 972 - 1008: Notger, primer príncep-bisbe del Principat de Lieja
- 1008 - 1018: Balderic II
- 1018 - 1021: Wolbodo
- 1021 - 1025: Durand
- 1025 - 1037: Reginard de Lieja
- 1037 - 1042: Nitard de Lieja
- 1042 - 1048: Wazon
- 1048 - 1075: Teoduí de Baviera
- 1075 - 1091: Enric I de Verdun
- 1091 - 1119: Otbert de Lieja
- 1119 - 1121: Frederic de Namur
- 1122 - 1128: Alberó I de Lovaina
- 1128 - 1135: Alexandre I de Jülich (destituït)
- 1135 - 1145: Alberó II de Chiny-Namur
- 1145 - 1164: Enric II de Leez
- 1164 - 1167: Alexandre II de Lieja
- 1167 - 1191: Raúl de Zähringen
- 1191 - 1192: Albert de Lovaina
- 1192 - 1193: Lotari d'Hochstaden, va abdicar
- 1193 - 1194: Simó de Limburg, destituït
- 1195 - 1195: Otó de Valkenburg també anomenat de Heinsberg
- 1195 - 1200: Albert II de Cuijk
- 1200 - 1229: Hug de Pierrepont
- 1229 - 1238: Joan d'Eppes
  - 1238 - 1239: Guillem de Savoia nomenat pel papa Gregori IX
  - 1238 - 1240: Otó d'Eberstein nomenat per l'emperador Frederic II
- 1240 - 1246: Robert de Thourotte
- 1247 - 1274: Enric III de Gueldre, destituït
- 1274 - 1281: Joan d'Enghien, anterior Bisbe de Tournai
- 1282 - 1291: Joan de Flandes, de 1279 a 1280 bisbe de Metz
- 1291 - 1296: sede vacante
- 1296 - 1301: Hug III de Chalon, destituït i després arquebisbe de Besançon
- 1301 - 1302: Adolf II de Waldeck
- 1302 - 1312: Teobald de Bar
- 1313 - 1344: Adolf de la Mark
- 1345 - 1364: Engelbert de la Mark, més tard arquebisbe de Colònia
- 1364 - 1378: Joan d'Arkel, anteriorment bisbe d'Utrecht
- 1378 - 1389: Arnold d'Horne, anteriorment bisbe d'Utrecht
- 1389 - 1418: Joan III de Baviera, va abdicar
- 1418 - 1419: Joan de Wallenrode, anteriorment arquebisbe de Riga
- 1419 - 1455: Joan de Heinsberg, va abdicar
- 1456 - 1482: Lluís de Borbó origen de la branca Borbó Busset
- 1484 - 1505: Joan d'Horne
- 1505 - 1538: Erard de la Mark o Everhard von der Mark, també bisbe de Chartres i de l'arxidiòcesi de València
- 1538 - 1544: Corneli de Berghes, va abdicar per casar-se
- 1544 - 1557: Jordi d'Àustria
- 1557 - 1564: Robert de Berghes
- 1564 - 1580: Gerard de Groesbeek
- 1581 - 1612: Ernest de Baviera
- 1612 - 1650: Ferdinand de Baviera
- 1650 - 1688: Maximilià Enric de Baviera
- 1688 - 1694: Joan Lluís d'Elderen
- 1694 - 1723: Josep Climent de Baviera
- 1724 - 1743: Jordi Lluís de Berghes
- 1744 - 1763: Joan Teodor de Baviera
- 1763 - 1771: Carles Nicolau d'Oultremont
- 1772 - 1784: Francesc Carles de Velbrück
- 1784- 1792: Cèsar Constantí Francesc d'Hoensbroeck
- 18 d'agost de 1792 - 28 de novembre de 1792: Francesc Antoni Maria de Méan
- 29 de novembre de 1792 - 20 d'abril de 1793: inocupat
- 21 d'abril de 1793 - 20 de juliol de 1794: Francesc Antoni Maria de Méan.

L'1 d'octubre de 1795, la república francesa va annexionar el principat i va abolir la jerarquia catòlica.

### Bisbes de Lieja després del Concordat de 1801
- 1802-1808: Joan-Évangéliste Zäpfel
- 1808-1829: seu vacant
- 1809–1815: Lejéas, Bisbe concordatari
- 1829-1852: Corneille Richard Antoine von Bommel
  - des de 1853, la part neerlandesa del territori de la diòcesi va integrar-se al nou bisbat de Roermond.
- 1852-1879: Théodore Joseph de Montpellier
- 1879-1901: Victor Josep Doutreloux
- 1902-1927: Martin Hubert Rutten, també bisbe del Bisbat d'Eupen-Malmedy
- 1927-1961: Louis Joseph Kerkhofs
- 1961-1986: Guillaume Marie van Zuylen
  - El 1967, la diòcesi va escindir-se segons la frontera lingüística. La part de parla neerlandesa, va esdevenir el bisbat d'Hasselt, del qual el territori coincideix amb la província de Limburg.
- 1986-2001: Albert Houssiau
- 2001-2013]: Aloys Jousten
- 2013-...: Jean-Pierre Delville

## Estadístiques
A finals del 2013, la diòcesi tenia 721.000 batejats sobre una població de 1.054.000 persones, equivalent al 68,4% del total.
| any  | població  | població  | població | sacerdots | sacerdots       | sacerdots       | sacerdots             | diaques | religiosos | religiosos | parroquies |
| ---- | --------- | --------- | -------- | --------- | --------------- | --------------- | --------------------- | ------- | ---------- | ---------- | ---------- |
| any  | batejats  | total     | %        | total     | clergat secular | clergat regular | batejats por sacerdot | diaques | homes      | dones      |            |
| 1950 | 1.300.000 | 1.424.297 | 91,3     | 2.520     | 1.810           | 710             | 515                   |         | 1.400      | 5.500      | 778        |
| 1970 | 900.000   | 1.016.131 | 88,6     | 1.298     | 980             | 318             | 693                   | 2       | 461        |            | 515        |
| 1980 | 800.000   | 1.007.490 | 79,4     | 1.010     | 787             | 223             | 792                   | 31      | 304        | 1.819      | 518        |
| 1990 | 780.000   | 993.060   | 78,5     | 848       | 659             | 189             | 919                   | 66      | 256        | 1.239      | 523        |
| 1999 | 700.000   | 1.017.805 | 68,8     | 689       | 480             | 209             | 1.015                 | 72      | 276        | 801        | 505        |
| 2000 | 700.000   | 1.016.762 | 68,8     | 650       | 465             | 185             | 1.076                 | 74      | 247        | 762        | 525        |
| 2001 | 700.000   | 1.020.077 | 68,6     | 629       | 445             | 184             | 1.112                 | 75      | 247        | 743        | 525        |
| 2002 | 700.000   | 1.023.506 | 68,4     | 624       | 440             | 184             | 1.121                 | 74      | 250        | 743        | 525        |
| 2003 | 700.000   | 1.023.506 | 68,4     | 543       | 421             | 122             | 1.289                 | 76      | 175        | 609        | 525        |
| 2004 | 700.000   | 1.023.506 | 68,4     | 524       | 402             | 122             | 1.335                 | 74      | 168        | 579        | 525        |
| 2013 | 721.000   | 1.054.000 | 68,4     | 385       | 285             | 100             | 1.872                 | 69      | 140        | 443        | 525        |